# Пауза (оповідання)
«Пауза» (англ. The Pause) — науково-фантастичне оповідання американського письменника Айзека Азімова, вперше опубліковане у серпні 1954 в антології Time to Come. Увійшло до збірки «Купуємо Юпітер та інші історії» (1975).

## Сюжет
Ядерний фізик Олександр Джоханісон працює в Комісії з атомної енергії Сполучених Штатів, він спантеличений, коли його лічильник Гейгера починає показувати відсутність радіоактивності. Протягом певного періоду часу його колеги зауважують такі ж дивні події, але коли він, нарешті, повідомляє своєму начальнику, то ніхто не сприймає його всерйоз, і він розуміє, що він єдиний, кому досі відомо про існування радіоактивності.
Вирішивши, що, можливо, вороги усунули всі знання про ядерну енергію і ядерну зброю щоб вторгнутися в Сполучені Штати, він повертається додому і знаходить там незнайомого чоловіка, який розмовляє з його дружиною. Незнайомець, який виглядає неймовірно досконалим, пояснює, що він є об'єктом «ззовні Всесвіту». Він був назначений, щоб врятувати їх від потенційної ядерної катастрофи. В рамках операції, все знання про радіоактивність було видалено з пам'яті людства на п'ять років. А всі радіоактивні елементи на такий самий термін перестали існувати. Після паузи, близько ста чоловік, в тому числі Джоханісон, матимуть завдання перевиховання людства для мирного використання атомної енергії.
Історія закінчується на зловісній ноті, як і під час обговорення візиту з його дружиною, Джоханісон вказує на те, що відвідувач один раз назвав Землю «фермою», помилково, використовуючи свій власний контекст, а не наш. Джоханісон робить висновок про те, що прибулець розглядає Землю як «ферму» і людей, просто як худобу, яка повинна бути під контролем.